# Paul Édouard Pouradier-Duteil
Paul Édouard Pouradier-Duteil (La Châtre, 12 novembre 1854 – 15 ottobre 1933) è stato un generale francese.
Vicecapo di Stato maggiore dell'Esercito tra il 1910 e il 1911, prese successivamente parte alle fasi iniziali della prima guerra mondiale dove, come generale di divisione, comandò il XIV Corpo d'armata durante la battaglia delle Frontiere.

## Biografia
Nacque a Châtre (Indre) il 12 novembre 1854, frequentò l'École spéciale militaire de Saint-Cyr (Promotion de l'Archiduc Albert)  da cui uscì con il grado di sottotenente nel 1873 assegnato al 14º Battaglione cacciatori a piedi. Nel 1876 frequentò il Corso per ufficiali di Stato maggiore, classificandosi al secondo posto. Completò il suo addestramento presso il 13º Reggimento Cacciatori (1877-1880), passando poi al 74º Reggimento di fanteria (1880).  Alla soppressione del Corpo di Stato maggiore, scelse l'arma di fanteria, assegnato al 13º Battaglione cacciatori a piedi.
Capitano nel 1880, prestò servizio presso lo Stato maggiore del IX Corpo d'armata (1883-1885), poi nella 17ª Divisione fanteria (1885-1887).  Nel 1887 fu trasferito presso il 13º Battaglione cacciatori alpini di Chambéry dove si fece conoscere come alpinista di buon livello.
Assegnato allo Stato maggiore della Divisione di Angers nel 1889, fu promosso maggiore e trasferito presso il 157º Reggimento nel 1891, operante nel settore delle Alpi.  Nel 1893 divenne Capo di stato maggiore del 12º Battaglione cacciatori alpini di Grenoble, distinguendosi come comandante di battaglione alpino per aver attraversato per più volte i ghiacciai della zona. Nel 1895 fu insignito del titolo di Cavaliere della Legion d'onore. Tenente colonnello nel 1898, divenne colonnello nel 1903, assumendo successivamente il comando del 77º Reggimento fanteria, per passare poi al 2º Reggimento zuavi di stanza a Orano, in Algeria.
Nel dicembre 1906 assunse l'incarico di Capo di stato maggiore del III Corpo d'armata. Nel giugno 1907 fu nominato comandante della 48ª Brigata, con il compito di riorganizzare i reggimenti che si erano ammutinati durante la rivolta del Midi. Promosso generale di brigata nel settembre 1907, assunse il comando della 5ª Brigata nel 1908, divenendo Vicecapo di Stato maggiore dell'esercito nel dicembre dello stesso anno. Generale di divisione nel 1910, organizzò le manovre militari che si tennero in Piccardia nel corso di quello stesso anno. L'anno successivo divenne comandante della 14ª Divisione fanteria passando poi al comando dell'VIII Corpo d'armata l'11 agosto 1913, divenendo nel novembre dello stesso anno Governatore militare di Lione. 
Durante la fase iniziale della guerra, al comando del XIV Corpo d'armata prese parte alla battaglia delle Frontiere, operando nei Vosgi e in Alsazia.  In seguito all'esito negativo dei combattimenti, il 23 agosto 1914, fu rimpiazzato dal generale Joseph Louis Alphonse Baret su decisione del generale Joseph Joffre.  Nel settembre dello stesso anno assunse il comando del 13º Distretto Militare, che mantenne fino all'aprile 1915, venendo messo definitivamente in posizione di riserva nel corso del 1917. Si spense il 15 ottobre 1933.

## Pubblicazioni
- Août 1914: enquête sur une relève, Pouradier Duteil, Nicosia, 1997.

### Annotazioni
1. ↑  Classificandosi al 20º posto su 283 allievi.
2. ↑  Il 22 gennaio 1883 sposò la signorina Anne Jeanne Turquet (ca 1862-ca 1890) che gli diede due figli, uno nato nel 1885 e subito deceduto, e Jean Adolphe, capitano degli Spahis (1885-1933). Dopo la morte della prima moglie il 19 settembre 1892 sposò in seconde nozze la signorina Jeanne Philippine Alexandrine Kohler (ca 1870-) che gli diede tre figli.
3. ↑  Durante la sua permanenza presso il 157º Reggimento fu citato all'Ordine del giorno del XIV Corpo d'armata per aver salvato un ingegnere del battaglione inghiottito da una valanga a Parpaillon.
4. ↑  Nel luglio 1912 effettuò in abiti civili una escursione nei Vosgi, con l'obiettivo di studiare il terreno in vista di eventuali operazioni militari.
5. ↑  Sostituì il generale Ferdinand Foch.
6. ↑  Fu sostituito al comando del corpo d'armata dal generale Maurice Paul Emmanuel Sarrail il 1º novembre 1913.
7. ↑  Aveva assunto il comando del XIV Corpo d'armata il 1 novembre 1913, sostituendo il generale Pierre Alphonse Henri Courbebaisse.

### Fonti
1. ↑  Hastings 2014, p. 243.
2. ↑  Hastings 2014, p. 281.